# Alpes de Zillertal
 (juin 2025).
Si vous disposez d'ouvrages ou d'articles de référence ou si vous connaissez des sites web de qualité traitant du thème abordé ici, merci de compléter l'article en donnant les références utiles à sa vérifiabilité et en les liant à la section « Notes et références ».
Les Alpes de Zillertal (allemand : Zillertaler Alpen) ou Alpes aurines (italien : Alpi Aurine) sont un massif  des Alpes orientales centrales. Elles s'élèvent entre l'Autriche (Tyrol et land de Salzbourg) et l'Italie (province de Bolzano). Elles se situent entre la haute-vallée de Ziller (Zillertal) au nord et celle de Valle Aurina au sud, qui leur donne respectivement leur nom de chaque côté de la frontière. Elles sont également bordées par la rive gauche de l'Isarco.
Elles appartiennent aux Alpes noriques.
Le Gran Pilastro est le point culminant du massif.

## Géographie

### Situation
Le massif est entouré des Alpes de Kitzbühel au nord, des Hohe Tauern à l'est, des Dolomites au sud, des Alpes de Sarntal au sud-ouest, des Alpes de Stubai à l'ouest et des Alpes de Tux au nord-ouest.

### Sommets principaux
- Gran Pilastro, 3 509 m
- Grande Mèsule, 3 480 m
- Olperer, 3 476 m
- Turnerkamp, 3 420 m
- Schrammacher, 3 410 m
- Monte Lovello, 3 379 m
- Hoher Weisszint, 3 371 m
- Sasso Nero, 3 369 m
- Reichenspitze, 3 303 m

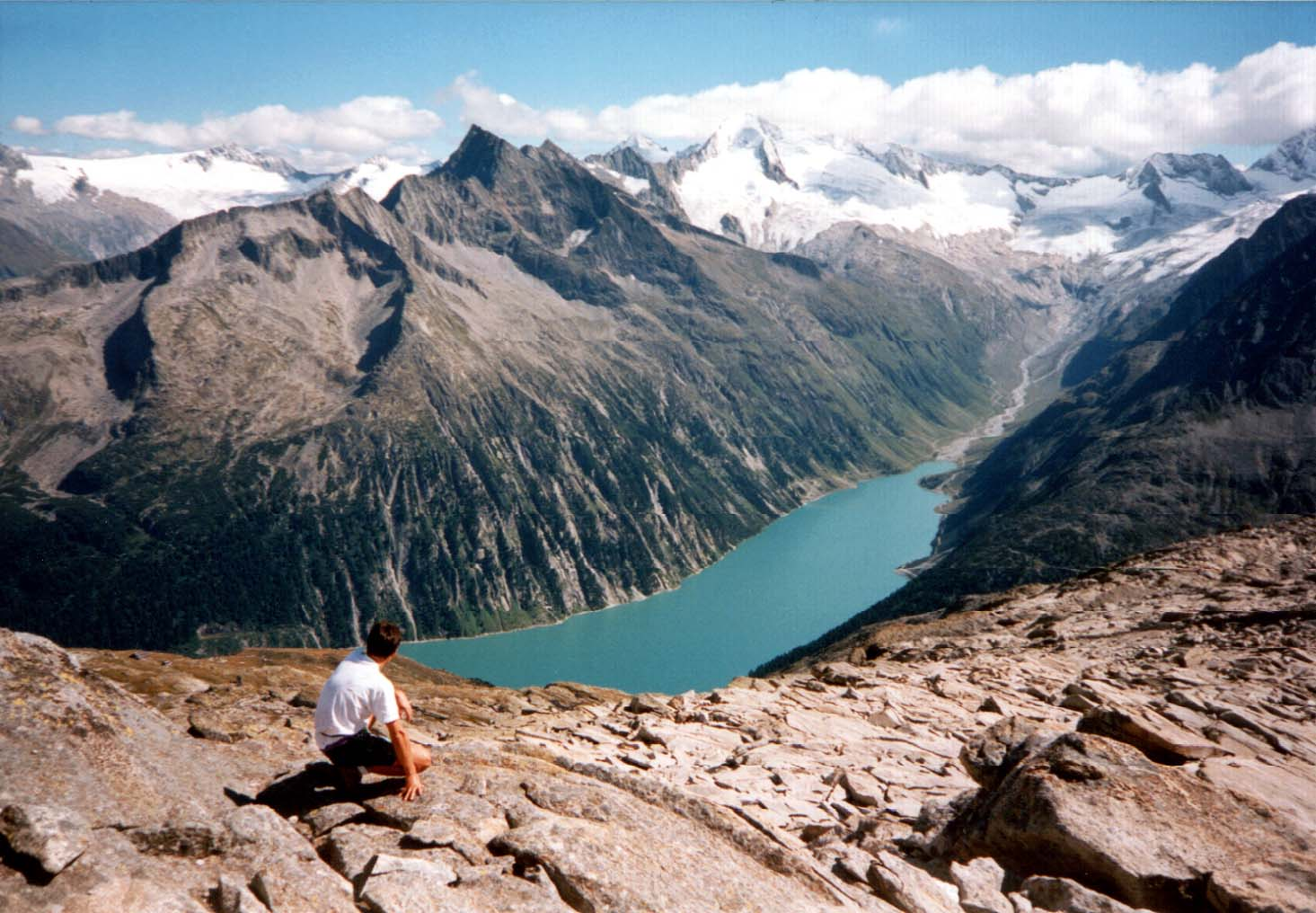
Vue sur les Alpes de Zillertal et le lac de Schlegeisspeicher.

- Gefrorene-Wand-Spitzen, 3 288 m
- Grosser Mörchner, 3 285 m
- Wildgerlosspitze, 3 280 m
- Grosser Kaserer, 3 263 m
- Hornspitze, 3 254 m
- Monte Fumo, 3 251 m
- Gefrorene Wand, 3 250 m
- Hoher Riffler, 3 231 m
- Wollbachspitze, 3 209 m
- Schönbichler Horn, 3 134 m
- Kleiner Kaserer, 3 093 m
- Zsigmondyspitze, 3 089 m
- Gigalitz, 3 001 m

## Géologie
Le massif est composé de granite, de gneiss et de schiste (ardoise).

## Activités

### Stations de sports d'hiver
- Brennero
- Campo Tures
- Hainzenberg
- Lanersbach
- Mayrhofen
- Ramsau im Zillertal
- Rio di Pusteria